# Bothalia
Bothalia (abreviado Bothalia) es una revista ilustrada con descripciones botánicas que es editada en Sudáfrica desde el año 1921, con el nombre de Bothalia. A Record of Contributions from the National Herbarium, Union of South Africa. Pretoria.